# Coccyzus merlini
Coccyzus merlini là một loài chim trong họ Cuculidae.
Môi trường sống tự nhiên của chúng là rừng lá rộng khô nhiệt đới và cận nhiệt đới, rừng lá rộng ẩm nhiệt đới và cận nhiệt đới và vùng núi thấp, và rừng thoái hóa nghiêm trọng trước đây.